# Pavel Frinta
Pavel Frinta (* 13. srpna 1969 Praha) je bývalý československý a český zápasník – klasik, účastník olympijských her v roce 1988, 1992 a 1996.

## Sportovní kariéra
Zápasení se věnoval od 10 lety po vzoru svého otce. Je odchovancem Rudé Hvězdy (dnes PSK Olymp). Jeho osobním trenérem byl po celou sportovní kariéru Václav Scheiner starší.
V juniorské reprezentaci se skvěle doplňoval s bratislavským Richardem Matejkou. V srpnu 1988 si po zisku titulu mistra Evropy olympijských nadějí v střední váze do 82 kg vysloužil dodatečnou nominaci na zářijové olympijské hry v Soulu. V Soulu zaplatil v 19 letech tvrdou nováčkovskou daň, když prohrál oba zápasy v základní skupině A před časovým limitem s Američanem Johnem Morganem a favorizovaným Maďarem Tiborem Komáromim.
V roce 1989 se v dubnu podrobil operaci zraněného menisku a přišel o květnové mistrovství Evropy ve finském Oulu. Po zisku druhého místa na srpnovém mistrovství světa olympijských nadějí ukončil předčasně sezonu. V září se oženil na písecké radnici s Monikou Bímovou. V roce 1991 získal svojí první velkou medaili, když na květnovém mistrovství Evropy v německém Aschaffenburgu prohrál ve finále s Maďarem Péterem Farkasem a obsadil druhé místo. Na zářijovém mistrovství světa v bulharské Varně, které bylo zároveň první fází olympijské kvalifikace prohrál v úvodním kole s pozdějším mistrem světa Maďarem Farkasem diskvalifikací za pasivitu a nepostoupil ze skupiny do soubojů o umístění.
V roce 1992 mu nevyšlo dubnové mistrovství Evropy v Kodani a nekvalifikoval se na olympijské hry v Barceloně. Uspěl však s žádostí u tripartitní komise a v červenci obdržel divokou kartu. V Barceloně po úvodní výhře se Švýcarem Davidem Martinettim před časovým limitem technickou převahou takticky nezvládl zápas druhého kola proti Finu Timo Niemimu a prohrál 2:4 na technické body. Ve třetím kole ho vzájemnou diskvalifikaci na pasivitu vyřadil z dalších bojů ve skupině Bulhar Christo Christov. Konečným 4. místem ve skupině postoupil do souboje o umístění s Němcem Thomasem Zanderem a po prohře na technické body 1:3 obsadil konečné 8. místo.
Od roku 1993 se změnil turnajový systém, začalo se zápasit pavoukovým systémem s možností oprav. V červnu 1994 přestoupil z PSK Olympu do profesionálního týmu podnikatele Pavla Domkaře. Byl zaměstnancem Domkařovy firmy Domino a zároveň se mohl vrcholově připravovat. Na mistrovství světa ve finském Tampere ho před branami finále zastavil o jeden technický bod Němec Thomas Zander. V opravách se po zklamání nedokázal soustředit a obsadil až 6. místo.
V červnu 1995 utrpěl při rekreačním fotbale v Kestřanech luxaci kolene a podrobil se operaci. Druhá rána ho postihla v září, když měsíc před domácím mistrovství světa v Praze onemocněl salmonelozou a musel předčasně ukončit sezonu.
V roce 1996 se po zdravotních problémech v roce 1995 po březnovém kvalifikačním turnaji mistrovství Evropy v Budapešti nekvalifikoval na olympijské hry v Atlantě. Koncem května však obdržel divokou kartu od tripartitní komise k účasti na olympijských hrách. V Atlantě prohrál v úvodním kole s domácím Američanem Danem Hendersonem 1:3 na technické body a v opravách ho z turnaje vyřadil Armén Levon Gegamjan těsnou porážkou 2:3 na technické body.
V roce 1997 se Domkařova firma Domino dostala do konkurzu a v 27 letech ukončil předčasně sportovní kariéru.

### Výsledky v zápasu řecko-římském
| Turnaj             | 1986 | 1987 | 1988 | 1989 | 1990 | 1991 | 1992 | 1993 | 1994 | 1995 | 1996 |
| Turnaj             | 17   | 18   | 19   | 20   | 21   | 22   | 23   | 24   | 25   | 26   | 27   |
| Turnaj             | –74  | –74  | –82  | –82  | –82  | –82  | –82  | –82  | –82  | –82  | –82  |
| ------------------ | ---- | ---- | ---- | ---- | ---- | ---- | ---- | ---- | ---- | ---- | ---- |
| Olympijské hry     |      |      | úč.  |      |      |      | 8.   |      |      |      | úč.  |
| Mistrovství světa  |      | —    |      | —    | 5.   | úč.  |      | úč.  | 6.   | —    |      |
| Mistrovství Evropy |      | —    | —    | —    | úč.  | 2.   | úč.  | úč.  | úč.  | 6.   | úč.  |
| MS olym. nadějí    |      | —    |      | 2.   |      |      |      |      |      |      |      |
| ME olym. nadějí    | —    |      | 1.   |      |      |      |      |      |      |      |      |
| MS juniorů         | 4.   |      |      |      |      |      |      |      |      |      |      |
| ME juniorů         |      | 2.   |      |      |      |      |      |      |      |      |      |